# Eclose
Eclose (Aussprache [eˈkloz]) ist ein Ort und ehemalige französische Gemeinde mit 753 Einwohnern (Stand: 1. Januar 2017) im Département Isère in der Region Auvergne-Rhône-Alpes. Sie gehörte zum Arrondissement Vienne. Die Einwohner werden Eclosiens und Eclosiennes genannt.
Der Erlass des Präfekten vom 24. Dezember 2014 legte mit Wirkung zum 1. Januar 2015 die Eingliederung von Eclose ohne Status einer Commune déléguée zusammen mit der früheren Gemeinde Badinières zur Commune nouvelle Eclose-Badinières fest.

## Geografie

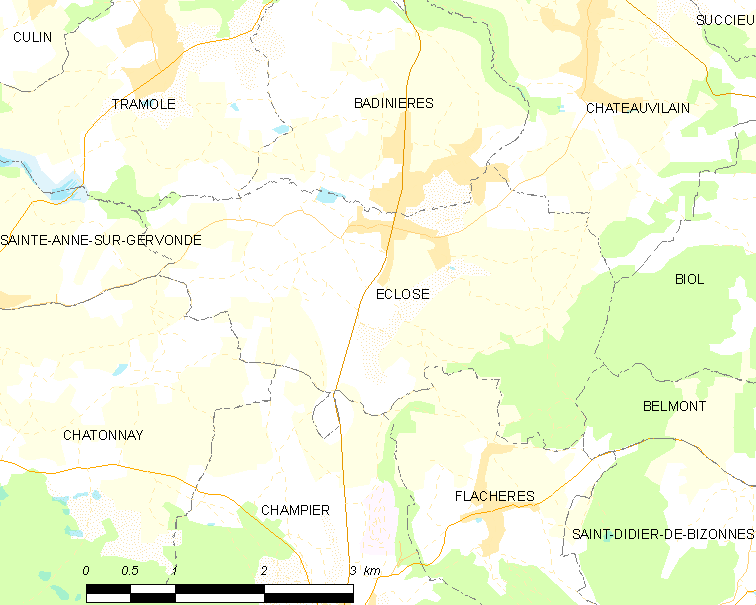
Karte von Eclose

Eclose liegt etwa 47 Kilometer südöstlich von Lyon und etwa 49 Kilometer nordwestlich von Grenoble in der Région naturelle der Terres froides in der historischen Landschaft der Dauphiné. Das Ortsareal wird vom Flüsschen Agny entwässert, der es im Norden begrenzt. Das Relief des Ortsgebiets zeigt außerhalb des Agny-Tals eine durchweg hügelige Landschaft mit Höhen über 500 m, im Südosten stärkere Erhebungen mit bis zu 640 m. Das Zentrum liegt auf etwa 510 m Höhe.
Umgeben wird Eclose von den acht Nachbargemeinden und dem Ortsteil Badinières der Commune nouvelle:
| Tramolé                  | Badinières (Ortsteil)                       | Châteauvilain |
| Sainte-Anne-sur-Gervonde | Kompassrose, die auf Nachbargemeinden zeigt | Biol          |
| Châtonnay                | Flachères Champier                          | Belmont       |

## Geschichte
In Eclose wurden mittelalterliche Gräber gefunden. Im 14. und 15. Jahrhundert gehörten Eclose und Badinières den Seigneurs von Bocsozel, die Marquis von Maubec wurden und somit Teil des Mandats von Les Éparres unter der Kontrolle der Grafen von Savoyen waren.
Zwischen 1130 und 1610 wurden die beiden Dörfer gemäß den Grundsätzen des Feudalismus mehrmals getauscht, als Mitgift gegeben und verkauft. Sie waren manchmal Teil der savoyischen Domäne, manchmal der Domäne des Dauphiné, bis sie 1610 von François de Bonne, duc de Lesdiguières, Gouverneur des Dauphiné, zurückgekauft wurden. Sie gehörten dann zum königlichen Besitz.
Es ist nicht genau bekannt, wann der Abschnitt der Route royale (die später zur Route impériale, dann zur N85 und dann zur D1085 wurde) zwischen Grenoble und Lyon, die durch Champier, Eclose und Badinières führt, in Betrieb genommen wurde. Es scheint, dass der Bau Ende des 16. oder sogar Anfang des 17. Jahrhunderts beschlossen wurde.
Bis Mitte des 19. Jahrhunderts gehörte der Weiler Les Troullières zur Gemeinde Eclose, ebenso wie der als Brieux bekannte Abschnitt (Prarey, Brieux, Les Badins und Les Matières), der noch immer zur Gemeinde Châtonnay gehörte. Im Jahr 1855 bestätigte das kaiserliche Dekret Napoleons III. vom 26. April die Angliederung des Abschnitts Brieux an die Gemeinde Eclose.

## Bevölkerungsentwicklung
| Eclose: Einwohnerzahlen von 1793 bis 2017                                                                                  | Eclose: Einwohnerzahlen von 1793 bis 2017 | Eclose: Einwohnerzahlen von 1793 bis 2017 | Eclose: Einwohnerzahlen von 1793 bis 2017 | Eclose: Einwohnerzahlen von 1793 bis 2017 |
| --- | ----------------------------------------- | ----------------------------------------- | ----------------------------------------- | ----------------------------------------- |
| Jahr |                                           |                                           |                                           | Einwohner                                 |
| 1793 | 1793                                      |                                           | 370                                       | 370                                       |
| 1800 | 1800                                      |                                           | 416                                       | 416                                       |
| 1806 | 1806                                      |                                           | 468                                       | 468                                       |
| 1821 | 1821                                      |                                           | 573                                       | 573                                       |
| 1831 | 1831                                      |                                           | 876                                       | 876                                       |
| 1836 | 1836                                      |                                           | 647                                       | 647                                       |
| 1841 | 1841                                      |                                           | 705                                       | 705                                       |
| 1846 | 1846                                      |                                           | 680                                       | 680                                       |
| 1851 | 1851                                      |                                           | 679                                       | 679                                       |
| 1856 | 1856                                      |                                           | 787                                       | 787                                       |
| 1861 | 1861                                      |                                           | 755                                       | 755                                       |
| 1866 | 1866                                      |                                           | 770                                       | 770                                       |
| 1872 | 1872                                      |                                           | 730                                       | 730                                       |
| 1876 | 1876                                      |                                           | 722                                       | 722                                       |
| 1881 | 1881                                      |                                           | 672                                       | 672                                       |
| 1886 | 1886                                      |                                           | 668                                       | 668                                       |
| 1891 | 1891                                      |                                           | 636                                       | 636                                       |
| 1896 | 1896                                      |                                           | 695                                       | 695                                       |
| 1901 | 1901                                      |                                           | 664                                       | 664                                       |
| 1906 | 1906                                      |                                           | 656                                       | 656                                       |
| 1911 | 1911                                      |                                           | 611                                       | 611                                       |
| 1921 | 1921                                      |                                           | 534                                       | 534                                       |
| 1926 | 1926                                      |                                           | 530                                       | 530                                       |
| 1931 | 1931                                      |                                           | 503                                       | 503                                       |
| 1936 | 1936                                      |                                           | 484                                       | 484                                       |
| 1946 | 1946                                      |                                           | 455                                       | 455                                       |
| 1954 | 1954                                      |                                           | 411                                       | 411                                       |
| 1962 | 1962                                      |                                           | 449                                       | 449                                       |
| 1968 | 1968                                      |                                           | 426                                       | 426                                       |
| 1975 | 1975                                      |                                           | 495                                       | 495                                       |
| 1982 | 1982                                      |                                           | 566                                       | 566                                       |
| 1990 | 1990                                      |                                           | 545                                       | 545                                       |
| 1999 | 1999                                      |                                           | 536                                       | 536                                       |
| 2006 | 2006                                      |                                           | 698                                       | 698                                       |
| 2013 | 2013                                      |                                           | 705                                       | 705                                       |
| 2017 | 2017                                      |                                           | 753                                       | 753                                       |
| Quelle(n): EHESS/Cassini bis 1999, INSEE ab 2006 Anmerkung(en): Ab 1962 offizielle Zahlen ohne Einwohner mit Zweitwohnsitz |                                           |                                           |                                           |                                           |

## Sehenswürdigkeiten
- Kirche Immaculée Conception aus der Mitte des 19. Jahrhunderts